# Egehan Gök
Egehan Gök (* 27. Februar 2000 in Izmir) ist ein türkischer Fußballspieler.

## Karriere

### Verein
Gök kam in Konak, einem Stadtteil der westtürkischen Millionenmetropole Izmir, auf die Welt. Hier begann er mit dem Vereinsfußball in der Jugend von Bucaspor. Anschließend spielte er für die Nachwuchsabteilung von Altınordu Izmir.
Gegen Ende der Saison 2018/19 wurde er erst am Training der Profimannschaft beteiligt und gab schließlich am 25. September 2018 in der Pokalbegegnung gegen Pendikspor sein Profidebüt.

### Nationalmannschaft
Gök startete seine Nationalmannschaftskarriere im September 2015 mit einem Einsatz für die türkische U-17-Nationalmannschaft. Mit ihr nahm er auch an der U-17-Europameisterschaft 2017 teil und erreichte das Halbfinale.

## Erfolge
Mit der türkischen U-17-Nationalmannschaft
- Halbfinalist der U-17-Europameisterschaft: 2017